# Narcissus × infundibulum
Narcissus × infundibulum là một loài thực vật có hoa lai ghép trong họ Amaryllidaceae. Loài này được Poir. mô tả khoa học đầu tiên năm 1798.